# Cal Coll (Castellnou de Bages)
Cal Coll és una masia situada al municipi de Castellnou de Bages a la comarca catalana del Bages.